# Charytín Goyco

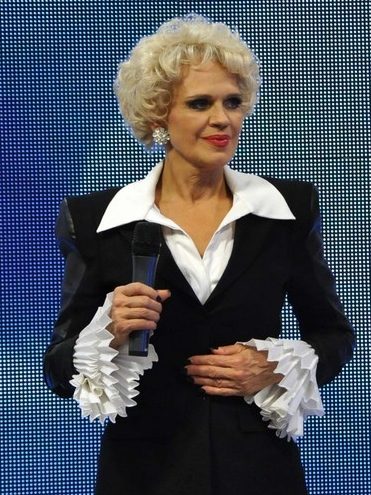
Charytín Goyco

Charytín Goyco (auch: Charytín Goico; geboren als María del Rosario Goico Rodríguez; * 23. Mai 1954 in Santa Cruz del El Seibo), bekannt als Charytín, ist eine dominikanische Sängerin, Fernsehmoderatorin und Schauspielerin.
Die Eltern Charytíns waren Juristen, ihre Mutter stammte aus Spanien und war zu Beginn der Herrschaft Francos ins Exil gegangen. Sie verbrachte nach einer Trennung der Eltern zehn Jahre mit ihrer Mutter in Spanien und kehrte nach deren Versöhnung in die Dominikanische Republik zurück.
In den 1970er Jahren zog sie nach Puerto Rico und wurde als Tänzerin in einem Fernsehprogramm von dem Showproduzenten Elín Ortiz entdeckt. Sie wurde dann Moderatorin der El Show del Mediodía, die sie bis 1985 leitete. Als Sängerin wurde sie 1978 mit dem internationalen Hit Mosquita Muerta bekannt. Für die Moderation des Fernsehspecials Las Rosas Blancas erhielt sie einen Peabody Award.
1984 spielte sie an der Seite von Julio Alemán in der Filmkomödie Prohibido amar en Nueva York von Enrique Gómez Vadillo, zu deren Soundtrack sie zwei Songs beitrug. Ende der 1980er und Anfang der 1990er Jahre lebte sie in Miami und widmete sich der Erziehung ihrer Kinder.
Ende der 1990er Jahre kehrte sie mit Werbesendungen zum Fernsehen zurück. 2002 wurde sie Moderatorin der Show Escandalo TV beim Sender TeleFutura. Als Schauspielerin hatte sie später u. a. Hauptrollen in den Spielfilmen Mi Suegra y Yo von Roberto Angel Salcedo (2016) und Broche de Oro: Comienzos von Raúl Marchand Sánchez (2017).
Charytín war von 1974 bis zu dessen Tod 2016 mit Elín Ortiz verheiratet. Ihre Kinder Shalim Ortiz und Sharinna Allan schlugen ebenfalls eine Laufbahn als Schauspieler ein, ihr Sohn Alexander Goyco wurde Kameramann und Regisseur.